# شيماء الجزار
شيماء هاشم الجزّار (ق. 1997 - 3 ديسمبر / كانون الأول 2023)، صحفية وإعلامية فلسطينية، عملت في شبكة "ماجدات رفح" الإعلامية الصحافيّة.

## مقتلها
قُتِلت شيماء الجزّار يوم الأحد 3 كانون الأول 2023 عند السّاعة الحادية عشر ليل الأحد، مع طفلتها ووالديها وأشقّائها واثنى عشر فردًا من أفراد عائلتها، بقصف الطيران الحربي الإسرائيلي شرقي مدينة رفح جنوبي قطاع غزة في منزل عائلتها. قُتل قبل حوالي أقل من شهر زوجها بقصف استهدف مكان عمله في أحد محالات البقالة، لتنتقل إلى منزل عائلتها الذي استهدفه الطيران الإسرائيلي.

## ملحوظات
1. ↑  توفيت عن عمر ناهز 26 عاماً أي تقع مواليدها بين عامي 1997 و1996